# Lophoturus quebradanus
Lophoturus quebradanus är en mångfotingart som först beskrevs av Chamberlin 1955.  Lophoturus quebradanus ingår i släktet Lophoturus och familjen Lophoproctidae. Inga underarter finns listade i Catalogue of Life.